# ردفورد سیمیلی
ردفورد سیمیلی (به انگلیسی: Radford Semele) یک روستا و محله مدنی در بریتانیا است که در Warwick واقع شده‌است. ردفورد سیمیلی ۲٬۰۱۲ نفر جمعیت دارد.